# Eggenberg (Aalen)
Eggenberg ist eine Wüstung östlich von Geiselwang auf dem Gebiet der ehemaligen Gemeinde und des heutigen Aalener Stadtbezirks Waldhausen.

## Geschichte
Der heute nicht mehr genau lokalisierbare Ort wurde wahrscheinlich als Burgweiler oder Wirtschaftshof der ebenfalls abgegangenen Burg Eggenberg angelegt. Er wurde das erste Mal 1532 erwähnt und gehörte zum Amt Kochenburg. Der Ort wurde 1824 abgebrochen.